# Jost Gippert

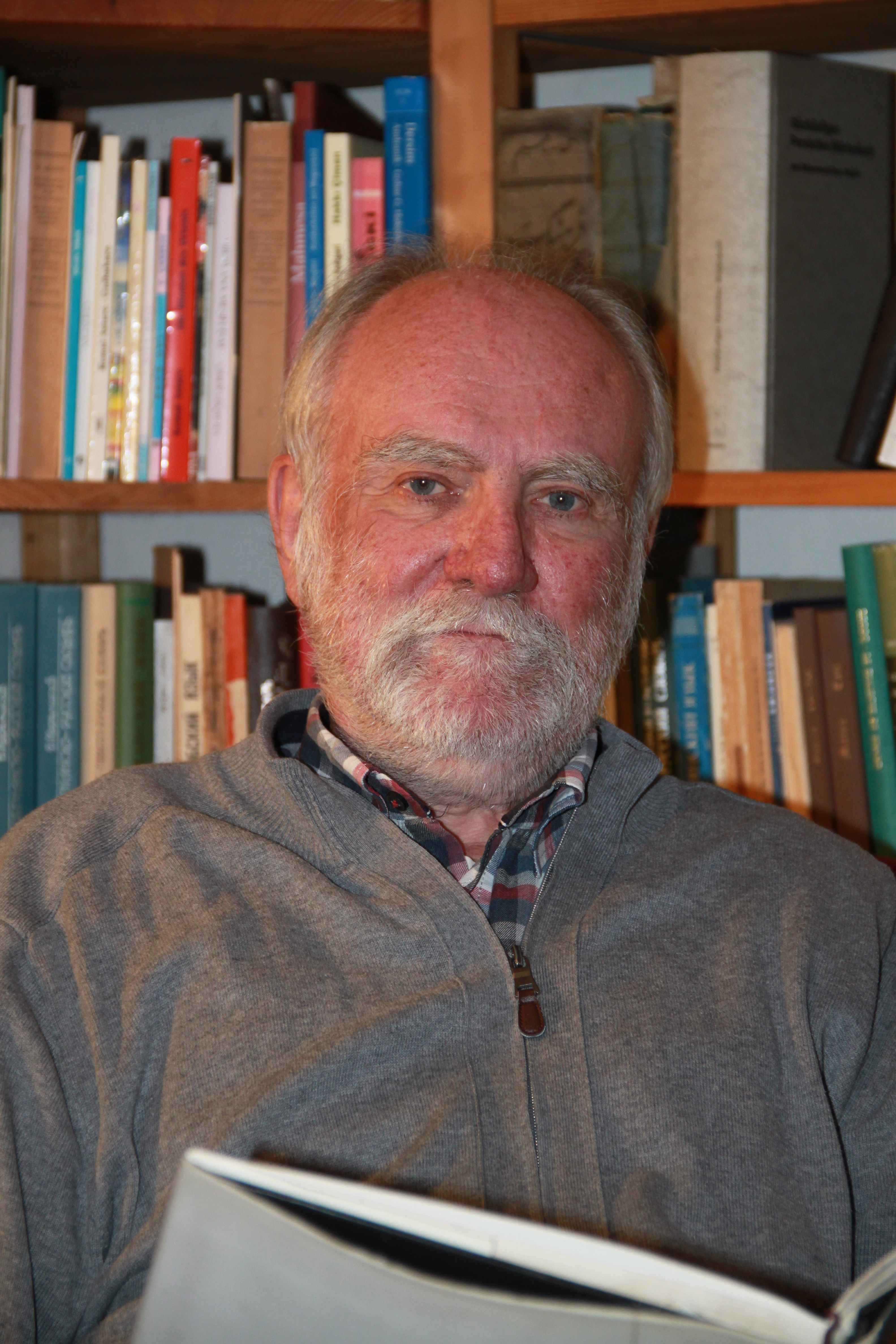
Jost Gippert

 Jost Gippert  (n. 12 martie 1956, Winz-Niederwenigern, Hattingen) este un lingvist, caucazian și autor german, profesor pentru lingvistică comparată la Institutul pentru Lingvistică Empirică la Universitatea Johann Wolfgang Goethe Frankfurt.

## Biografie

Bernard Outtier, Jost Gippert, Winfried Boeder

În anul 1972 a absolvit Gimnasiul Leibniz din Essen-Altenessen. Din anul 1972 până în anul 1977 a studiat lingvistica comparată, sinologie, studii japoneze și indologie la universitățile din Marburg și Berlin (Universitatea Liberă) . Între anii 1977 și 1990 a deținut diferite funcții în calitate de asistent de cercetare și universitare și ca lector universitar la Berlin, Viena și Salzburg. Ca asistent de cercetare pentru lingvistică computațională orientalistă în anul 1991, a habilitat la Universitatea din Bamberg, cu o teză despre cuvintele iraniene împrumutate în limba armeană și georgiană.
Jost Gippert predă din anul 1994 lingvistică comparată la Universitatea Johann Wolfgang Goethe din Frankfurt pe Main. Din anul 1996, el este membru străin al Academiei de Științe la Gelati (Georgia), din anul 2002, membru la comisia Turfan, iar din anul 2007 membru la Centrul "Limbă" al Academiei de Științe din Berlin-Brandenburg.
În anul 1997 a fost numit profesor de onoare al Universității Sulkhan Saba Orbeliani din Tbilisi (Georgia), în acelaș oraș a primit titlul de doctor onorific al Universității Ivane Javakhishvili în anul 2009 și în anul 2013 un doctorat onorific de la Universitatea Șota Rustaveli din Batumi (Georgia).
Interesele sale de cercetare includ de la numirea sa ca profesor de lingvistică comparată la Universitatea Johann Wolfgang Goethe din Frankfurt în anul 1994 în plus față de limbile indo-europene și istoria lor, precum și tipologia limbilor, limbile zonei Caucazului. În ultimul timp sunt proiecte internaționale de cooperare sub conducerea sa.
Ca lingvist computațional a inițiat în anul 1987 proiectul TITUS, care are ca scop dezvoltarea de date electronice textuale primare în limbile ancestrale indo-europene și învecinate. Interesele sale de cercetare includ lingvistica istorico-comparativă, tipologia limbilor, corpusuri electronice, documentație multimedia de limbi, analiza electronică a manuscriptelor.

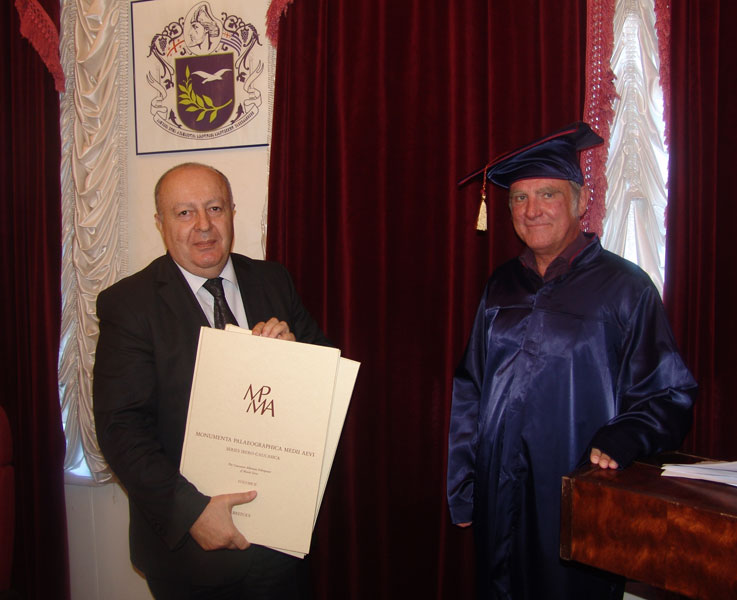
Jost Gippert, Universitatea din Batumi, 2013

## Digital Humanities

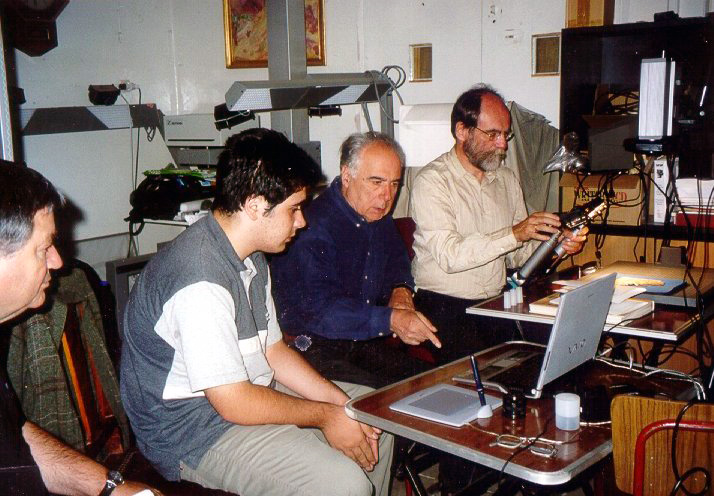
Palimpsest research on Mount Sinai

### TITUS, ARMAZI, GNC și LOEWE
Jost Gippert este fondator si director al proiectului TITUS (Tezaur texturile și materiale de voce indo-europene), care are ca scop o captură digitală completă a materialului de tradiție textuală în limbile indo-europene antice și expresiile lor adiacente (începând cu 1987). 
În anul 1999 a initiat proiectul ARMAZI (limbi și culturi caucaziene: documentare electronică), care a vizat o înregistrare digitală aprofundată a materialelor din limbi caucaziene și a reieșit din prezent proiectul Corpus National Georgian. 
Din anul 2010 directionează Jost Gippert focusul "Digital Humanities Hesse: integrat de prelucrare și analiză a corpusurilor bazate pe text" sub "Stat ofensiva pentru dezvoltarea științifică și excelență economică (LOEWE)" statul Hesse (proiect comun al Universității din Frankfurt, cu Universitatea Tehnică din Darmstadt și cu Freies Deutsches Hochstift/Frankfurt Goethe Museum). 

## Analiza electronică a manuscriptelor
Cu manuscripte orientale Jost Gippert lucrează intens încă de la mijlocul anilor 1990, ca parte a proiectelor care digitalizează manuscripte (de exemplu, manuscriptele tocharian ale colecției Turfan din Berlin) sau publică ediția de palimpseste (de exemplu, manuscriptele de palimpseste caucazian-albanez din Sinai). În cadrul acestor activități a fost în anul 2009 oaspete de onoare la grupul de cercetare "Culturile manuscripte" de la Universitatea din Hamburg. Pe semestrul din vara anului 2013, el a rămas la fel ca Petra Kappert Fellow pentru a doua oară în Hamburg (Centrul de Colaborare acum stabilit de cercetare 950 "Culturi Manuscripte din Asia, Africa și Europa"), pentru a participa la pregătirea la "Encyclopedia of Manuscript Cultures of Asia and Africa" și manualul "Comparative Oriental Manuscript Studies".

## Proiecte selectate
- 1995-1998 (DFG): Avesta and Rigveda: Electronic Analysis
- 1995-1999 (INTAS): The Georgian Verbal System
- 1999-2002 (Volkswagen Foundation, EUR 117,900): Caucasian Languages and Cultures: Electronic Documentation
- Din anul 2000 (DFG): Graduate School “Types of Clauses: Variation and Interpretation”
- 2002-2006 (Volkswagen Foundation, EUR 167,800): Endangered Caucasian Languages in Georgia
- 2003-2007 (Volkswagen Foundation): Palimpsest Manuscripts of Caucasian Provenience
- 2005-2009 (INTAS): Georgian Gospels
- 2005-2007 (Volkswagen Foundation, EUR 189,000): The Linguistic Situation in modern-day Georgia[5]
- 2008-2014 (DFG, EUR 240,000): Old German Reference Corpus
- Din anul 2008 (BMBF): German Language Resource Infrastructure
- 2009 (Volkswagen Foundation, EUR 400,000): Aché Documentation Project
- Din anul 2009 (DFG/NEH, EUR 96,000): RELISH (Rendering Endangered Languages Lexicons Interoperable Through Standards Harmonization)
- Din anul 2009 (Volkswagen Foundation): Georgian Palimpsest Manuscripts
- 2010 (Google Inc., US$49,600): Corpus Caucasicum
- Din anul 2011 (HMWK, EUR 3,792,000): LOEWE Research Unit “Digital Humanities – Integrated Processing and Analysis of Text-based Corpora”
- Din anul 2011 (Volkswagen Foundation, EUR 299,600): Khinalug Documentation Project
- Din anul 2011 (DFG): Relative Clauses in a Typological View
- Din anul 2012 (Volkswagen Foundation, EUR 390,400): Georgian National Corpus

## Publicații selectate
- 1977: The syntax of infinitival formations in the Indo-European languages. (Europäische Hochschulschriften, 21/3), 360 pp.; Frankfurt, Bern, Las Vegas: Lang 1978. Dissertation
- 1990: Iranica Armeno-Iberica. A study of Iranian loan words in Armenian and Georgian, 451 + 389 pp.; Vienna: Austrian Academy of Sciences 1993. Inaugural dissertation.
- 2007: Gippert, Jost / Sarjveladze, Zurab / Kajaia, Lamara: The Old Georgian Palimpsest Codex Vindobonensis georgicus 2, edited by Jost Gippert in co-operation with Zurab Sarjveladze and Lamara Kajaia, 368 pp.; Turnhout: Brepols 2007.
- 2008: Gippert, Jost / Schulze, Wolfgang / Aleksidze, Zaza / Mahé, Jean-Pierre: The Caucasian Albanian Palimpsests of Mount Sinai, 2 vols., XXIV + 530 pp.; Turnhout: Brepols 2009.
- 2010: Gippert, Jost / Schulze, Wolfgang / Aleksidze, Zaza / Mahé, Jean-Pierre: The Caucasian Albanian Palimpsests of Mount Sinai. Vol. III: The Armenian Layer, edited by Jost Gippert., 220 pp.; Turnhout: Brepols 2010.